# I’m All Smiles
I'm All Smiles – album muzyczny duetu amerykańskich pianistów jazzowych Tommy'ego Flanagana i Hanka Jonesa nagrany 7 maja 1983 w Villingen, Niemcy. LP wydany w 1984 w Niemczech przez firmę MPS (15594).

## Muzycy
- Tommy Flanagan – fortepian
- Hank Jones – fortepian

## Lista utworów
| 1. | "Relaxin' At Camarillo" (Charlie Parker)           | 5:10  |
|    |                                                    |       |
| 2. | "In A Sentimental Mood" (Duke Ellington)           | 7:12  |
|    |                                                    |       |
| 3. | "Someday My Prince Will Come" (Frank Churchill)    | 6:25  |
|    |                                                    |       |
| 4. | "Afternoon In Paris" (John Lewis)                  | 4:00  |
|    |                                                    |       |
| 5. | "Au Privave" (Charlie Parker)                      | 6:03  |
|    |                                                    |       |
| 6. | "I'm All Smiles" (Michael Leonard)                 | 4:47  |
|    |                                                    |       |
| 7. | "Rockin' In Rhythm" (Harry Carney, Duke Ellington) | 4:30  |
|    |                                                    |       |
| 8. | "Con Alma" (Dizzy Gillespie)                       | 6:25  |
|    |                                                    |       |
|    |                                                    | 44:32 |
|    |                                                    |       |

## Informacje uzupełniające
- Producent, inżynier dźwięku – Hans Georg Brunner-Schwer
- Zdjęcia – Frieder Grindler, German Hasenfratz